# Gilac
Gilac est une entreprise de plastiques fondée en 1941 par Olivier Lacroix. L'entreprise fut d'abord installée à Péruwelz en Belgique avant de s'établir à Oyonnax. L'entreprise a acquis une certaine notoriété grâce à ses publicités pendant les années 1950 et 1960. Elle fabrique des bacs, caisses, fûts, seaux, poubelles et autres conteneurs en plastiques de toutes dimensions.

## Historique

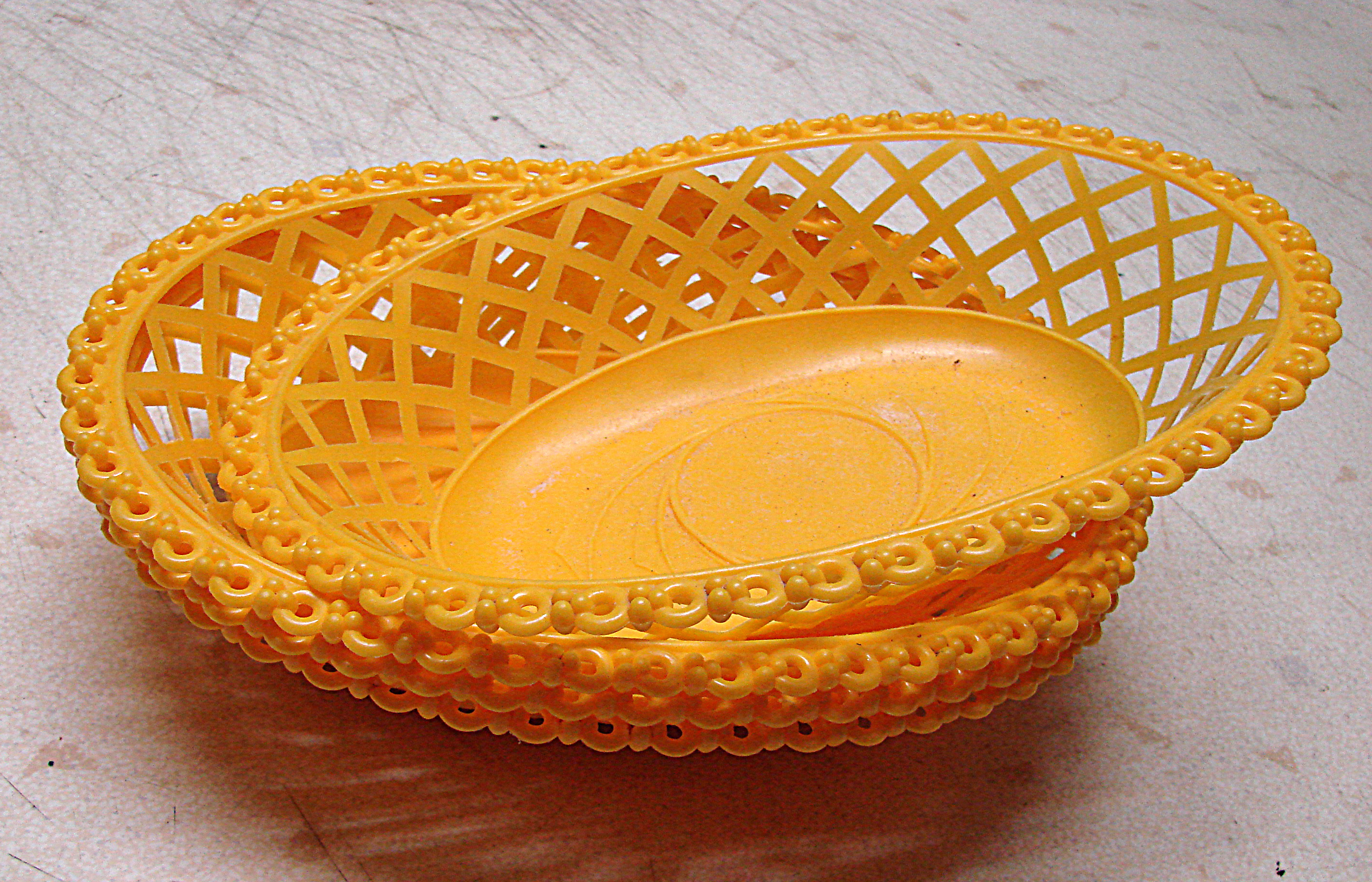
Panières Gilac.

L'entreprise « G.O. Lacroix » ou « Gilac » fut fondée en 1941 par Olivier Lacroix,. Installée à Oyonnax, «la cité du peigne», elle produit à l'époque le premier peigne injecté.
En 1953, l'entreprise produit la première cuvette en polyéthylène française et se spécialise dans les articles de grande consommation en plastique (seaux, cuvettes, écumoires, etc.). C'est de cette époque que date son slogan phare: « Plastique Gilac, plastique miracle ». En 1960, Gilac se lance dans la production de bacs et récipients à usage industriels. Elle fut en pointe en termes de publicité dès 1953 pour sa gamme de cuvettes en polyéthylène. Comme Minialuxe, Gilac fabrique des jouets en plastique (des petits trains par exemple). En 1960, l'entreprise créé la division professionnelle[Quoi ?] ; en 1989, Coram rachète l'entreprise qui intègre finalement le groupe Wirquin en 1997.
L'histoire publicitaire de Gilac est largement représentée dans une collection du musée du peigne et de la plasturgie d'Oyonnax.
En 2013, Gilac redevient une PME française indépendante avec la création d'une nouvelle société Gilac Professionnel, qui reprend uniquement l'activité professionnelle[Quoi ?] de la société historique Gilac. L'ancienne société Gilac, avec ses activités Grand Public et Jardinage s'arrête. Gilac Professionnel se recentre sur la conception, la fabrication et la commercialisation de contenants spécifiques pour les professionnels.

En 2014, le site d'Oyonnax déménage sur un nouveau site consacré à Izernore. En 2015, Gilac installe son siège social et une agence commerciale à Charbonnières-les-Bains.

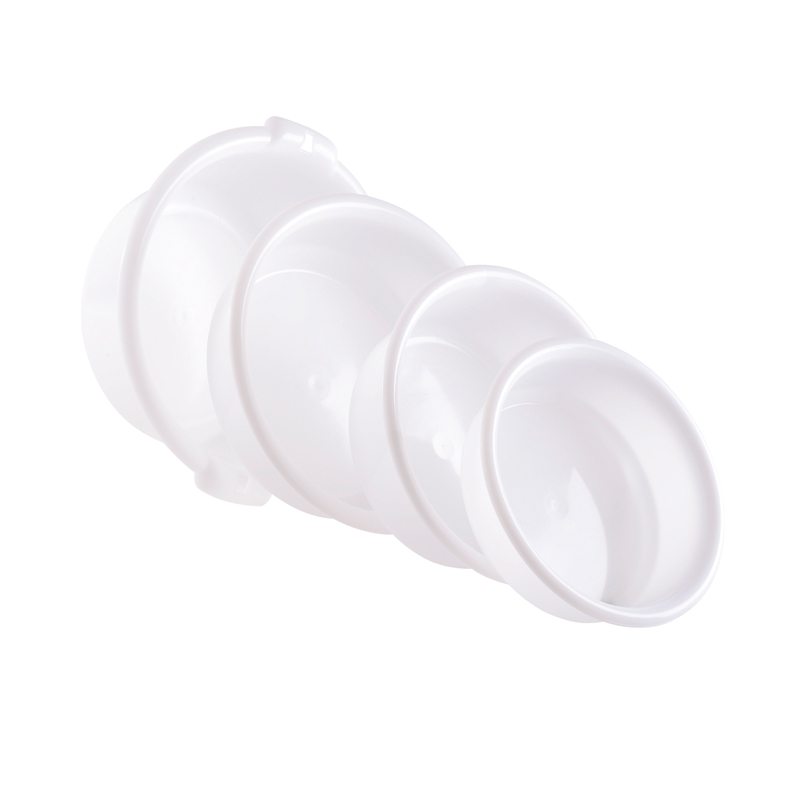
Cuvettes Gilac

## Symbolique
- Dans son ouvrage Les Années, Annie Ernaux évoque Gilac comme un des symboles des nouvelles possibilités de consommation au sortir des années de reconstruction consécutives à la Seconde Guerre mondiale[5] :

« Il y en avait pour tout le monde. Le stylo BiC, le shampoing en berlingot, le Bulgomme et le Gerflex, le Tampax et les crèmes pour duvets superflus, le plastique Gilac, le Tergal, les tubes au néon, le chocolat aux noisettes, le VéloSoleX et le dentifrice à la chlorophylle. »